# Опасни сусрети
„Опасни сусрети” је југословенска телевизијска серија снимљена 1973. године у продукцији ТВ Сарајево.

## Епизоде
| Сезона | Епизода | Назив              | Датум              |
| ------ | ------- | ------------------ | ------------------ |
| 1      | 1       | Паук Крсташ        | 13.септембра 1973. |
| 1      | 2       | Двојник            | 20.септембра 1973. |
| 1      | 3       | Кристални прах     | 27.септембра 1973. |
| 1      | 4       | Операција Фараон   | 4.октобра 1973.    |
| 1      | 5       | Убица из жуте куће | 11.октобра 1973.   |

## Улоге
| Глумац                 | Улога                 |
| ---------------------- | --------------------- |
| Драгомир Бојанић Гидра | Мрки (5 еп. 1973)     |
| Хранислав Рашић        | Енес (5 еп. 1973)     |
| Маринко Шебез          | Иван (5 еп. 1973)     |
| Васја Станковић        | Начелник (5 еп. 1973) |
| Миленко Видовић        | Урос (5 еп. 1973)     |
| Дара Стојиљковић       | (2 еп. 1973)          |
| Руди Алвађ             | (1 еп. 1973)          |
| Миха Балох             | (1 еп. 1973)          |
| Татјана Бељакова       | (1 еп. 1973)          |
| Деса Берић             | (1 еп. 1973)          |
| Предраг Ћерамилац      | (1 еп. 1973)          |
| Драгомир Чумић         | (1 еп. 1973)          |
| Љиљана Дерк            | (1 еп. 1973)          |
| Соња Ђурђевић          | (1 еп. 1973)          |
| Вања Драх              | (1 еп. 1973)          |
| Божидар Дрнић          | (1 еп. 1973)          |
| Драгомир Фелба         | (1 еп. 1973)          |
| Сима Јанићијевић       | (1 еп. 1973)          |
| Бранислав Цига Јеринић | (1 еп. 1973)          |

 Остале улоге ▼
| Глумац              | Улога                   |
| ------------------- | ----------------------- |
| Љиљана Јовановић    | (1 еп. 1973)            |
| Растислав Јовић     | (1 еп. 1973)            |
| Милош Кандић        | (1 еп. 1973)            |
| Ана Карић           | (1 еп. 1973)            |
| Оливера Костић      | (1 еп. 1973)            |
| Јозо Лепетић        | (1 еп. 1973)            |
| Оливера Марковић    | (1 еп. 1973)            |
| Никола Милић        | (1 еп. 1973)            |
| Предраг Милинковић  | (1 еп. 1973)            |
| Воја Мирић          | (1 еп. 1973)            |
| Страхиња Мојић      | (1 еп. 1973)            |
| Мира Пеић           | (1 еп. 1973)            |
| Зоран Радмиловић    | (1 еп. 1973)            |
| Дина Рутић          | (1 еп. 1973)            |
| Славко Симић        | (1 еп. 1973)            |
| Власта Велисављевић | (1 еп. 1973)            |
| Михајло Викторовић  | (1 еп. 1973)            |
| Мирјана Вукојчић    | (1 еп. 1973)            |
| Јелена Жигон        | (1 еп. 1973)            |
| Стево Жигон         | (1 еп. 1973)            |
| Владан Живковић     | (1 еп. 1973)            |
| Кемал Монтено       | (непознат број епизода) |

Комплетна ТВ екипа ▼
| Редитељ              | Пјер Мајхровски  | (5 еп. 1973)                 |
| Сценариста           | Ђорђе Лебовић    | (5 еп. 1973)                 |
| Сценариста           | Јосип Лесић      | (5 еп. 1973)                 |
| Сценариста           | Петар Орец       | (5 еп. 1973)                 |
| Композитор           | Војин Комадина   | (5 еп. 1973)                 |
| Директор фотографије | Мустафа Мустафић | (5 еп. 1973)                 |
| Остала екипа         | Ниџара Мехић     | секретар режије (5 еп. 1973) |